# Zentropa
Zentropa est une société danoise de production et de distribution de films, fondée en 1992 par Lars von Trier et Peter Aalbæk Jensen, dont le siège se trouve à Hvidovre. Le nom de la société reprend celui de la compagnie ferroviaire imaginaire du film Europa (1991) réalisé par Lars von Trier.
Zentropa se décline en plusieurs filiales : Zentropa Entertainments (la principale), Zentropa Productions, Zentropa Real ApS, Zentropa Music ApS et Zentropa Episode ApS.
Depuis février 2008, Nordisk Film, filiale du groupe de média Egmont détient 50 % du studio Zentropa. Le réalisateur Per Fly en possède aujourd'hui une partie.

## Œuvres produites par Zentropa
(Cette liste n’est pas exhaustive. Elle répertorie les principales œuvres ayant bénéficié d'une importante distribution internationale et notamment les œuvres sorties en France)
- 1994 :
  - L'Hôpital et ses fantômes (Riget) de Lars von Trier et Morten Arnfred (série télévisée)
- 1995 :
  - Cold Fever de Friðrik Þór Friðriksson
  - La Comédie de Dieu (A Comédia de Deus) de João César Monteiro
- 1996 :
  - Breaking the Waves de Lars von Trier
- 1997 :
  - L'Hôpital et ses fantômes 2 (Riget II) de Lars von Trier et Morten Arnfred (série télévisée)
- 1998 :
  - Libertine (Constance) de Knud Vesterskov
  - Fucking Åmål de Lukas Moodysson
  - Les Idiots (Idioterne) de Lars von Trier
  - Tráfico de João Botelho
- 1999 :
  - Mifune (Mifunes sidste sang) de Søren Kragh-Jacobsen
  - La prison des sevices (Pink Prison) de Lisbeth Lynghøft
  - Possessed (Besat) de Anders Rønnow Klarlund
  - Rembrandt de Charles Matton
- 2000 :
  - 101 Reykjavík de Baltasar Kormákur
  - Dancer in the Dark de Lars von Trier
  - D-dag de Søren Kragh-Jacobsen, Kristian Levring, Thomas Vinterberg et Lars von Trier (téléfilm)
  - H.M.C.B. (HotMen CoolBoyz) de Knud Vesterskov
  - Italian for Beginners (Italiensk for begyndere) de Lone Scherfig
  - Together (Tillsammans) de Lukas Moodysson
- 2002 :
  - Lilya 4-ever (Lilja 4-ever) de Lukas Moodysson
- 2003 :
  - Dogville de Lars von Trier
  - Dogville Confessions de Sami Saif
  - It's All About Love de Thomas Vinterberg
- 2005 :
  - All About Anna de Jessica Nilsson
  - Dear Wendy de Thomas Vinterberg
  - Manderlay de Lars von Trier
- 2006 :
  - After the Wedding (Efter brylluppet) de Susanne Bier
  - Chacun sa nuit de Jean-Marc Barr et Pascal Arnold
  - Le Direktør (Direktøren for det hele) de Lars von Trier
  - Princesse (Princess) de Anders Morgenthaler
  - Red Road de Andrea Arnold
- 2007 :
  - Antichrist de Lars von Trier
- 2010 : 
  - Melancholia de Lars von Trier
- 2016 :
  - Les Enquêtes du département V : Délivrance (Flaskepost fra P) de Hans Petter Moland

- 2024 :
  - Madame Ida de Jacob Moller